# Inheritance
Inheritance je čtvrtý díl tetralogie Odkaz Dračích jezdců. Jejím tvůrcem je mladý spisovatel Christopher Paolini. Kniha vyšla na konci roku 2011 v Severní Americe a 30. března 2012 v České republice.

## Děj
Surďané a Vardenové dobývají města a dostanou se až k Dras-Leoně. Murtagh a jeho drak Trn obývají Dras-Leonu, a tak Vardenové
nemohou obléhat město rovnou. Jeod najde poznámky o tajném kanalizačním systému. Za předpokladu, že opravdu existuje, Eragon
vede malou skupinu (Eragon, Arya, Angela, kočkodlak Solembum a elf jménem Wyrden) do města k otevření brány pro Vardeny.
Ukazuje se, že tunely jsou používány kněžími Helgrindu, a Eragon a Arya jsou chyceni do pastí, jsou svědky smrti elfa
Wyrdena a Angela a Solembum jsou odděleni. Protože se kněží zlobí na Eragona kvůli zabití jejich bohů ra'zaků, hodlají
jimi nové nevylíhlé ra'zaky nakrmit (až se vylíhnou). Přijde Angela se Solembumem a zachrání je. Eragon nemůže otevřít zasypané brány,
a tak vezme energii z Arenu (elfského prstenu) a vymrští kameny blokující bránu na Murtaga s Trnem, kteří poté odletí
pryč a Vardenové získají město. V hluboké noci Murtagh a Trn zaútočí na tábor Vardenů a unesou Nasuadu. V její nepřítomnosti
je Eragon jmenován vůdcem Vardenů. Eragon si vzpomene na Solembumovu radu o Skále Kuthian. Zavolá Solembuma do svého stanu
a ptá se na další nápovědu, kterou by Solembum mohl vědět o skále Kuthian a kde ji hledat. Eragon nakonec zjistí, že skála
Kuthian je na ostrově Vroengard. Eragon si uvědomí, že mocné kouzlo zapomínání ovlivňuje všechny s výjimkou Safiry a jeho.
Eragon se vydává na Vroengard a na ostrově se dozvědí, že musí vyřknout jejich pravá jména, (která museli zjistit) aby otevřeli skálu Kuthian. Po
dnech bloumání najdou svá pravá jména a skála se otevře. Uvnitř nalézají mnoho Eldunarí a dračích vajec, které byly schované
před Galbatorixem (zlým králem) . Eragon, Safira, Gleadrovo Eldunarí, železný muž s dračí hlavou (lidská podoba jednoho ze zde ukrývajících se draků) a 136 Eldunarí se vydají zabít Galbatorixe do Urû'baenu. Jakmile opustí skálu Kuthian, díky kouzlu zapomenou na dračí vejce. Když dorazí do
Urû'baenu, spojené síly Vardenů, Surďanů, elfů, trpaslíků a kočkodlaků už se připravují k útoku. Eragon poví vůdcům Vardenů o Eldunarí
a všichni vůdci vytváří plán k útoku na město. Eragon, Safira, Arya, Elva a jedenáct elfů pochodují do hradu Galbatorixe.
Postupují do trůnní místnosti, ale v chodbách, které vedou ke Galbatorixovi, jsou rozmístěny pasti a v poslední pasti jsou
všichni elfové mimo Aryi zajati. V trůnním sále si Galbatorix podmaní Eragona, Safiru, Aryu a Elvu a upozorní je, že našel
skutečné jméno starověkého jazyka. Murtaghova přísaha Galbatorixovi byla zrušena, vzhledem k nedávné změně v jeho pravém jméně (láska k Nasuadě).
Po bitvě nevlastních bratrů, jejímž vítězem je Eragon, zaútočí Murtagh s Eragonem na Galbatorixe. Eragon využívá energii z Eldunarí a formuluje kouzlo, aby Galbatorix pochopil svoje zločiny a bolest a utrpení, které způsobil. Mezitím Arya zabije Šruikana pomocí Dauthdaertu (kopí určené k zabíjení draků). Galbatorix ucítí bolest a utrpení způsobené Eragonovým kouzlem a pronese zaklínadlo pro sebezničení, což vede k obrovské explozi, která zničí většinu Urû'baenu.
Murtagh naučí pravé jméno starověkého jazyka Eragona, loučí se s ním a odlétá. Nasuada se stane královnou Alagaësie a Orrin (král Surdy) slíbí
svou věrnost k ní. Arya se nakonec stane Elfskou královnou a vylíhne se jí drak jménem Fírnen. Eragon přepracovává kouzlo smlouvy
mezi jezdci a draky, aby zahrnovaly kromě elfů a lidí jak trpaslíky, tak i Urgaly. Eragon přichází k závěru, že Alagaësie není bezpečné místo pro cvičení draků a školení nových Jezdců. Začíná plánovat dopravu Eldunarí a vajec pryč z Alagaësie do nějaké bezpečné země (na východ do neznáma). Když je Eragon připraven na odjezd, ačkoliv kvůli Arye nerad (protože mu naznačila, že by s ní mohl mít více než jen přátelský vztah) nastoupí na loď. Arye je ho líto a tak z Du Weldenvarden pojede kousek cesty s ním. Nakonec Eragon a Safira odplouvají do dalekých neprozkoumaných částí světa, aby ochránili všechna eldunarí a všechna nevylíhnutá dračí vejce.